# Vlado Horvat
Vlado Horvat (Vukovar, 26. srpnja 1930. − Zagreb, 20. prosinca 2019.), bio je hrvatski povjesničar, znanstvenik, kroničar i muzeolog. 

## Životopis
Vlado Horvat rodio se u Vukovaru 1930. godine u obrtničkoj obitelji. Osnovnu školu i gimnaziju završio je u rodnome gradu. Na Filozofskom fakultetu u Zagrebu 1954. godine diplomirao je povijest. Kratko vrijeme radio je kao profesor vukovarske gimnazije (1956. – 1961.) gdje je ubrzo postao ravnateljem i tu ostaje od 1961. do 1964. godine. Zatim je bio profesor Pedagoške akademije u Osijeku, na kojoj je predavao povijest (1964. – 1966.), a 1966. godine na inicijativu dr. Antuna Bauera došao je u Gradski muzej Vukovar. Od 1971. do 1979. godine obnašao je dužnost ravnatelja Gradskog muzeja Vukovar. Magistarski rad na Prirodoslovno-matematičkom fakultetu u Zagrebu, na studiju informatike, bibliotekarstva, arhivistike i muzeologije, obranio je 1969. godine, te dobio prvu titulu magistra muzeologije u zemlji obranivši rad Muzeološki prikaz turskog razdoblja za područje Zavičajnog muzeja u Vukovaru. Nakon stjecanja zvanja višeg kustosa 1978. godine stekao je i zvanje muzejskog savjetnika. Godine 1978. jedan je od inicijatora za osnivanje Ružičkinih dana. Godine 1982. doktorirao je na Filozofskom fakultetu Univerze "Edvard Kardelj" u Ljubljani s temom Mreža muzeja Slavonije i Baranje te postao prvi doktor muzeologije u SFRJ. U zvanje višega znanstvenog suradnika izabran je 1985. godine, a od 1986. do 1991. godine bio je savjetnik za znanost u Gospodarskoj komori Slavonije i Baranje u Osijeku.
Autor je brojnih stručnih radova s povijesnom i muzejskom tematikom, glavni i odgovorni urednik mnogih knjiga i publikacija, autor dviju monografija, autor tadašnjih koncepcija stalnih postava u Muzeju grada Iloka i Gradskom muzeju Vukovar te autor koncepcija povremenih izložaba i pratećih kataloga. 
U mirovinu je otišao 1992. godine, a nakon toga i dalje se bavio poviješću vukovarskoga kraja.
Umro je u Zagrebu, 20. prosinca 2019. godine.

## Djela
Važnija djela:
- Život i revolucionarni rad Stjepana Supanca, poseban otisak iz Zbornika 3, Historijski institut Slavonije, Slavonski Brod, 1965. (2. izd. Revolucionar Stjepan Supanc, 1965.; 3. izd. Revolucionar Stjepan Supanc, Komitet općinske konferencije SKH, Vukovar, Vukovar, 1980.)
- Borbe u Vukovaru 8. i 9. prosinca 1944. godine, Historijski institut Slavonije, Slavonski Brod, 1966.
- Upoznajte Vukovar, Gradski muzej Vukovar, Vukovar, 1973.
- 100 godina vatrogastva u Vukovaru, Dobrovoljno vatrogasno društvo, Vukovar, 1975.
- Gimnazija u Vukovaru: spomenica u povodu 100-te obljetnice osnivanja školske godine 1891/92., Povjereništvo općine Vukovar, Zagreb, 1992.
- Vukovar: glavni grad županije Vukovarsko-srijemske u Republici Hrvatskoj, Povjereništvo vlade Republike Hrvatske za Općinu Vukovar u zagrebu, Zagreb, 1993. (suautori  Josip Jurčević i Matija Salaj)
- Grad Ilok: Bapska, Mohovo, Šarengrad, Gradsko poglavarstvo Ilok, Zagreb, 1994.
- Bogdanovci: svjedočanstvo o opstojnosti vjekovnog hrvatskog naselja, Gradski muzej Vukovar, Zagreb, 1998.
- Hrvatsko kulturno umjetničko društvo "Dunav" Vukovar u progonstvu, HKUD Dunav, Vukovar, 1999.
- Deset godina nade i boli: 1991. – 2001., Savez udruga obitelji zatočenih i nestalih hrvatskih branitelja, Zagreb, 2001.
- Obrt i trgovina u Vukovaru, Gradski muzej Vukovar-Udruženje obrtnika Vukovar, Zagreb, 2003.
- 130 godina vatrogastva u Vukovaru: spomenica prigodom obljetnice Dobrovoljnog vatrogasnog društva Vukovar, Gradski muzej Vukovar-Dobrovoljno vatrogasno društvo, Vukovar, 2005.
- Vukovarska društva, Gradski muzej Vukovar, Vukovar, 2007.

Popis ostalih djela na stranicama Muzejskog dokumentacijskog centra.

## Odličja i nagrade
- Odlikovan je Redom Danice hrvatske s likom Marka Marulića.[3]
- 2009.: Nagrada Grada Vukovara za životno djelo.[6]

## Vanjske poveznice
- dr. sc. Vlado Horvat, povjesničar i muzeolog: Grad smo još od srednjega vijeka[neaktivna poveznica], Vukovarske novine, 30. travnja 2010., broj 455., str. 9.
- Jozefina Dautbegović, Iz Personalnog arhiva MDC-a : dr. Vlado Horvat // Informatica museologica, s. 34, br. 3-4, 1992., str. 115. – 123., (Hrčak)
- Ivan Hubalek, U spomen. Dr. sc. Vlado Horvat, prof. povijesti // Kemija u industriji: časopis kemičara i kemijskih inženjera Hrvatske, sv. 69, br. 7-8, 2020., str. 444., (Hrčak)